# Rue Amédée Lynen
Pour les articles homonymes, voir Lynen.
 (février 2024).
La rue Amédée Lynen est une rue de la commune bruxelloise de Saint-Josse-ten-Noode.
Elle doit son nom au peintre Amédée Lynen.